# Plumbata
Plumbata (pl. "plumbatas"; em latim: plumbata(e)) ou marciobárbulo (pl. "marciobárbulos"; em latim: martiobarbuli) era um tipo de dardo de chumbo utilizado por soldados de infantaria da Roma Antiga. Segundo Vegécio, os soldados carregavam cinco plumbatas dentro de seus escudos e que arremessavam contra os inimigos para lhes causar dano antes do confronto corpo a corpo.